# The Graveyard (album de King Diamond)
Pour les articles homonymes, voir Graveyard.
Albums de King Diamond
The Spider's Lullabye
(1995) Voodoo
(1998)
The Graveyard est le septième album studio de King Diamond sorti le 1er octobre 1996.
L'album s'est classé à la 23e position en Finlande,.

## Résumé de l'intrigue
Dans cette histoire, le personnage de King est un employé du maire tordu, pervers et immoral, le maire McKenzie. Une nuit, le personnage de King tombe sur son patron en train d'agresser sa fille, Lucy. King ne reste pas silencieux à ce sujet, mais le maire témoigne que King est fou et qu’il est enfermé au Black Hill Sanitarium. Après des années, King voit sa chance de s'échapper et la saisit, étranglant l'infirmière qui arrive dans sa cellule pour lui administrer ses médicaments et lui vole ses clés. Maintenant détruit mentalement, King s'enfuit dans le cimetière local pour se cacher de la police. King prend sa revanche sur le maire McKenzie et commence à tuer des gens qui traversent le cimetière la nuit. King est obsédé par une légende urbaine qui dit que si vous mourez dans un cimetière et perdez la tête, votre âme ne s'échappera pas et elle vivra éternellement dans votre tête. Gardant cette pensée en tête, il enlève Lucy McKenzie, la fille du maire, et appelle le maire au cimetière pour qu'ils jouent à un jeu. Finalement, le maire McKenzie arrive après que King l'ait appelé par téléphone. Avant qu'il n'arrive, King enterra Lucy - toujours consciente de son sort - dans l'une des sept tombes vides dont les pierres tombales indiquaient "LUCY FOREVER".
King finit par se révéler au maire et lui propose un jeu. Le maire doit déterrer sa fille qui est dans l'une des sept tombes en portant un bandeau sur les yeux. Il y a sept monticules et il aura trois essais, sinon il les tuera tous les deux. Le maire réussi au troisième essai, mais King l'assomme, l'entraîne jusqu'à sa tombe et l'attache.
Pendant que le maire reprend lentement conscience, King déterre Lucy et la sort du cercueil pendant qu'il commence à torturer le maire. À la surprise de King, Lucy finit par tirer sur une corde qui envoie une feuille de verre cassée provenant d'une fenêtre de chapelle brisée sur King, le décapitant. La légende urbaine qui obsédait King s’avère être vraie, sa tête vivante faisant signe à Lucy de ne pas le quitter alors qu’elle s’éloigne avec son père. À son grand soulagement, Lucy prend la tête de King et la met dans son sac à dos, afin que King puisse être avec elle pour toujours.

### Personnages
- The Lunatic: personnage principal et narrateur de The Graveyard.
- Lucy
- Maire McKenzie

## Liste des titres
Toutes les paroles ont été écrites par King Diamond.

### Face-A
| No | Titre                 | Musique       | Durée |
| -- | --------------------- | ------------- | ----- |
| 1. | The Graveyard         | King Diamond  | 1:22  |
| 2. | Black Hill Sanitarium | Andy LaRocque | 4:28  |
| 3. | Waiting               | King Diamond  | 4:26  |
| 4. | Heads on the Wall     | Andy LaRocque | 6:20  |
| 5. | Whispers              | Andy LaRocque | 0:31  |
| 6. | I'm Not a Stranger    | King Diamond  | 4:03  |
| 7. | Digging Graves        | King Diamond  | 6:56  |

### Face-B
| No  | Titre                   | Musique       | Durée |
| --- | ----------------------- | ------------- | ----- |
| 8.  | Meet Me at Midnight     | King Diamond  | 4:46  |
| 9.  | Sleep Tight Little Baby | King Diamond  | 5:38  |
| 10. | Daddy                   | King Diamond  | 3:22  |
| 11. | Trick or Treat          | King Diamond  | 5:09  |
| 12. | Up From the Grave       | King Diamond  | 3:18  |
| 13. | I Am                    | King Diamond  | 5:50  |
| 14. | Lucy Forever            | Andy LaRocque | 4:56  |

## Composition du groupe
- King Diamond - chants, claviers
- Andy LaRocque - guitare, claviers
- Herb Simonsen - guitare
- Chris Estes - basse
- Darrin Anthony - batterie